# Mousoulita
Mousoulita (in greco Μουσουλίτα?; in turco Kurudere) è un villaggio di Cipro. Esso è situato de iure nel distretto di Famagosta e de facto nel distretto di Gazimağusa. È de facto sotto il controllo di Cipro del Nord. Prima del 1974, Mousoulita era un villaggio greco-cipriota.
Nel 2011 Mousoulita aveva 403 abitanti.

## Geografia fisica
Esso è situato a quattro chilometri a sud-est del villaggio di Marathovounos/Ulukışla e a 5 km a est di Angastina, sull'autostrada Nicosia-Famagosta. È situata al centro della pianura della Messaria.

## Origini del nome
Il significato del nome è oscuro. Nel 1975 i turco-ciprioti cambiarono il nome in Kurudere, che significa "ruscello secco".

## Società

### Evoluzione demografica
Nel censimento ottomano del 1831, i cristiani (greco-ciprioti) costituivano gli unici abitanti del villaggio. Durante il periodo britannico, il villaggio fu abitato esclusivamente da greco-ciprioti. Durante quest'ultimo periodo la popolazione del villaggio è aumentata costantemente da 137 nel 1901 a 255 nel 1960.
Tutti gli abitanti greco-ciprioti del villaggio sono stati sfollati nel 1974, poiché nell'agosto di quell'anno sono fuggiti dall'esercito turco in avanzata verso la parte meridionale dell'isola. Attualmente, come il resto degli sfollati greco-ciprioti, gli abitanti di Mousoulita sono sparsi in tutto il sud dell'isola, soprattutto nelle città. Il numero dei greco-ciprioti di Mousoulita sfollati nel 1974 era di circa 250 (219 nel censimento del 1960).
Oggi il villaggio è abitato principalmente da persone originarie della Turchia che vi si sono stabilite alla fine degli anni Settanta. La maggior parte di loro proviene dalla provincia di Adana (distretti di Feke, Kozan e Sayımbeyli), nel sud della Turchia. Secondo il censimento turco-cipriota del 2006, la popolazione del villaggio era di 86 abitanti.